# Irtek
L'Irtek (in russo Иртек?) è un fiume della Russia europea sudorientale, affluente di destra dell'Ural. Scorre nei rajon Novosergievskij e Tašlinskij dell'oblast' di Orenburg.
Il fiume ha origine sulle colline Meloboj Syrt, circa 6,5 km a nord-est del villaggio di Staraja Belogorka. La direzione generale della corrente è verso sud-ovest. Il canale è tortuoso e mutevole, forma molti rami e laghetti. Ci sono stagni nei tratti superiori. Il bacino si trova nella zona della steppa. Nel tratto superiore del bacino ci sono in superficie affioramenti di gesso. Sfocia nell'Ural a 981 km dalla foce, al confine con il Kazakistan. La lunghezza del fiume è di 134 km, il bacino idrografico di 2 630 km².
Ci sono molti centri abitati lungo il suo corso. Vicino alla sorgente si trova il giacimento petrolifero Zagorskoe.